# Hans Nilsson (historiker)
Hans Nilsson, född 1955 i Linköping, är en svensk historiker. Han är professor i historia, verksam vid Linköpings universitet sedan 1994. 
Nilsson blev filosofie doktor i Tema Hälsa 1994 vid dåvarande Tema H på Linköpings universitet och blev docent i historia vid Linköpings universitet 2007. Sedan 2017 är han även professor i historia.
Nilssons forsknings berör främst socialhistoria och han har ägnat sig särskilt åt områdena lokalhistoria, familjehistoria, historisk demografi och hälsohistoria. De senaste åren har forskningen rört skillnader i hälsa mellan tvillingstäderna Linköping och Norrköping som en del i forskargruppen Twincities Research Group.